# See You Tour
See You Tour (в переводе с англ. — «Увидеть тебя — Тур») — третий тур Depeche Mode в поддержку сингла See You. Прошёл с января 1982 года по 16 мая этого же года.

## История
Это первый тур, проводившийся без Винса Кларка, но с участием Алана Уайлдера, хотя ни тот, ни другой не были участниками записи этого сингла.
Также это единственный тур, проводившийся в поддержку сингла, а не альбома или сборника.
Во время проведения тура группа параллельно записывала и другие треки, позже ставшие частью альбома A Broken Frame.

## Состав
- Гаан, Дейв  - вокал
- Гор, Мартин - клавишные, бэк-вокал, вокал
- Флетчер, Энди - клавишные
- Уайлдер, Алан - клавишные